# Ramotlabaki
Ramotlabaki is een dorp in het district Kgatleng in Botswana. De plaats telt 370 inwoners (2011).